# Леґарда (Польща)
Леґарда (пол. Legarda) — село в Польщі, у гміні Гостинін Ґостинінського повіту Мазовецького воєводства.
Населення — 379 осіб (2011).
У 1975-1998 роках село належало до Плоцького воєводства.

## Демографія
Демографічна структура станом на 31 березня 2011 року:
|          | Загалом | Допрацездатний вік | Працездатний вік | Постпрацездатний вік |
| -------- | ------- | ------------------ | ---------------- | -------------------- |
| Чоловіки | 181     | 35                 | 125              | 21                   |
| Жінки    | 198     | 53                 | 112              | 33                   |
| Разом    | 379     | 88                 | 237              | 54                   |